# Albert Taillandier
Albert Philippe Taillandier (París, 8 de febrero de 1879-Auzances, 27 de julio de 1945) fue un deportista francés que compitió en ciclismo en la modalidad de pista. Participó en los Juegos Olímpicos de París 1900, obteniendo una medalla de oro en la prueba de velocidad individual.

## Medallero internacional
| Juegos Olímpicos | Juegos Olímpicos | Juegos Olímpicos | Juegos Olímpicos     |
| Año              | Lugar            | Medalla          | Competición          |
| ---------------- | ---------------- | ---------------- | -------------------- |
| 1900             | París (Francia)  | Medalla de oro   | Velocidad individual |